# Acrobelus ecuadorianus
Acrobelus ecuadorianus är en insektsart som beskrevs av Young 1968. Acrobelus ecuadorianus ingår i släktet Acrobelus och familjen dvärgstritar.
Artens utbredningsområde är Ecuador. Inga underarter finns listade i Catalogue of Life.